# Francis Vielé-Griffin
Francis Vielé-Griffin (* 26. Mai 1864 in Norfolk, Virginia; † 11. Dezember 1937 in Frankreich) war ein französischer Schriftsteller US-amerikanischer Herkunft.

## Leben
Vielé-Griffin war der Sohn des Ingenieurs Egbert Ludovicus Viele (1825–1902) und dessen Ehefrau Teresa Griffin. Nach der Scheidung seiner Eltern ging Vielé-Griffin zusammen mit seiner Mutter nach Frankreich und ließ sich in Paris (Montparnasse) nieder. Er besuchte dort das Collège Stanislas; u. a. zusammen mit Henri de Regnier.
Vielé-Griffin hielt sich abwechselnd in und bei Tours (Département Indre-et-Loire) und in Paris auf. In seinem Werk benutzte er bevorzugt den vers libre.
Zusammen mit Gustave Kahn und Jules Laforgue gründete Vielé-Griffin 1890 die Zeitschrift „Entretiens Politiques et Littéraires“ und war deren maßgeblicher Leiter. Bereits nach zwei Jahren wurde das Erscheinen eingestellt. Diese Zeitschrift gilt als eine der wichtigsten Journale des Symbolismus; in ihr veröffentlichten u. a. André Gide, Francis Jammes, Théo van Rysselberghe, Paul Valéry und Émile Verhaeren.
Vielé-Griffin leitete für einige Zeit die Académie Mallarmé.

## Ehrungen
- Komtur der Ehrenlegion
- Mitglied der Académie royale de langue et de littérature française de Belgique

## Werke (Auswahl)

### Als Autor
Einzelausgaben
- Cueille d'avril. 1885.
- Les cygnes. 1892.
- Swanhilde. 1894

Werkausgaben
- Œuvres. Slatkine, Genf 1977 (Nachdr. d. Ausg. Paris 1930).
- Poèmes et Poésies. 1895.
- Choix de poèmes. 1923.

### Als Herausgeber
- Entretiens politiques et littéraires. Paris 1890/92.

### Als Übersetzer
- Algernon Swinburne: Laus Veneris. 1895.